# Harpagomantis
Genre
Synonymes
- Harpax Audinet-Serville, 1831
- Australomantis Rehn, 1901

Harpagomantis est un genre de mantes de la famille des Galinthiadidae.

## Répartition géographique
Les espèces du genre Harpagomantis se rencontrent en Afrique,.

## Description
Harpagomantis est décrit comme un genre de "mantes fleurs" qui sont roses avec des bandes vertes et parfois des yeux jaunes.

## Éthologie
Les Harpagomantis vivent sur des fleurs où leur camouflage leur permet d'attendre immobiles leurs proies.

## Nomenclature et systématique
Ce genre a été nommé en 1899 par l'entomologiste anglais William Forsell Kirby avec pour espèces type Harpagomantis tricolor (Linnaeus,  1758) pour remplacer le genre Harpax Audinet-Serville, 1831 déjà utilisé pour désigner un genre de mollusque fossile, Harpax Parkinson, 1811.

### Publication originale
- Kirby, W. F. 1899. On a Collection of Mantidae from the Transvaal &c. formed by Mr. W. L. Distant. Annals and Magazine of Natural History, 7(4): 344-353. (lire en ligne)

### Liste des espèces
Certains travaux et certaines bases de données listent trois espèces dans le genre, à savoir Harpagomantis discolor (Stal,  1877), Harpagomantis nana (Lucas, 1849) et Harpagomantis tricolor (Linnaeus,  1758). L'espèce Harpax nana récoltée par Hippolyte Lucas à proximité du Lac Oubeïra en Algérie avec des spécimens d' Harpax decolor est la Mantis nana de Toussaint von Charpentier décrite par Pierre Rambur, qui est en fait Ameles nana (Charpentier, 1825),. De plus, une étude a montré que Harpagomantis discolor semble être une variation de Harpagomantis tricolor et que le genre Harpagomantis pourrait être monotypique.
Le genre semble donc monotypique :
- Harpagomantis tricolor (Linnaeus,  1758) - [Afrique du Sud, Botswana, Lesotho, Mozambique, Namibie, Zimbabwe][3]